# Semiolepis brembanus
Semiolepis brembanus è un pesce osseo estinto, appartenente ai semionotiformi. Visse nel Triassico superiore (Norico, circa 215 - 205 milioni di anni fa) e i suoi resti fossili sono stati ritrovati in Europa.

## Descrizione
Questo pesce possedeva un corpo fusiforme, lungo circa una ventina di centimetri. Era molto simile all'affine Paralepidotus, ma se ne differenziava per alcune caratteristiche, come l'osso frontale completamente piatto e non arcuato, che dava al cranio un aspetto più conico. Tutte le ossa e le scaglie, inoltre, erano completamente lisce e prive di ornamenti. La pinna dorsale era relativamente piccola e posta nella metà posteriore del corpo, ed era preceduta da una serie di scaglie con spine prinunciate. La pinna anale era più piccola di quella dorsale, con otto lepidotrichi raminficati. Le scaglie anteriori erano alte e rettangolari, ma la loro altezza diminuiva verso la parte posteriore del fianco, dove avevano una forma romboidale. Le ossa infraorbitali erano molto profonde, e la dentatura era fortemente eterodonte. 

## Classificazione
Semiolepis era un tipico rappresentante dei semionotiformi, e in particolare è stato ascritto alla famiglia Callipurbeckiidae, comprendente alcuni generi dal muso appuntito e allungato. Sembra che Semiolepis, come l'affine Paralepidotus, fosse una forma basale del gruppo, ed era sprovvisto di alcune caratteristiche derivate della dentatura e delle scaglie. Semiolepis brembanus venne descritto per la prima volta nel 2008, sulla base di resti fossili ritrovati in Italia, nella provincia di Bergamo, in terreni risalenti al Norico (Calcare di Zorzino); altri fossili sono stati ritrovati in Austria, nella zona di Wiestal. 